# تفويض (إدارة)
التفويض (بالانجليزية: Delegation) هو إسناد السلطة أو المسؤولية لشخص آخر (عادة من المدير إلى المرؤوس) لتنفيذ أنشطة معينة. وهو أحد المفاهيم الأساسية في عمليات القيادة الإدارية. ومع ذلك يظل الشخص المفوِّض للعمل مسؤولًا عن نتائج العمل المفوَّض به. يخول التفويض المرؤوس باتخاذ القرارات، بما يعني أنه انتقال لسلطة صنع القرار من مستوى مؤسسي إلى مستوى أقل منه. لا يعد التفويض تنازلًا، إذا ما تم بطريقة صحيحة. تعد الإدارة الجزئية نقيضًا للتفويض الفعال، حيث يوفر أي مدير مدخلات وتوجيهات واستعراضات كثيرة جدًا للعمل المفوض به. بوجه عام، يعد التفويض أمرًا جيدًا وموفرًا للمال والوقت ويساعد في بناء المهارات وتحفيز الأشخاص. من ناحية أخرى، قد يؤدي التفويض السيئ إلى الإحباط والارتباك لجميع الأشخاص المشاركين فيه.
يعد التفويض في شبكة تكنولوجيا المعلومات كذلك مجالًا ناشئًا. ويختلف مفهوم التفويض هنا في السياق الإداري (بالإنجليزية: Delegation) عن التفويض في السياق الانتخابي والسياسي (بالانجليزية: Mandate) (طالع تفويض).

## وصلات خارجية
- Art of Delegation